# Letizia Paternoster
Letizia Paternoster (Cles, 22 luglio 1999) è una pistard e ciclista su strada italiana che corre per il team Liv AlUla Jayco e per il Gruppo Sportivo Fiamme Azzurre. Dopo i successi tra le Juniores e le Under-23 sia su strada che su pista, nel 2021 ha vinto il titolo mondiale nella corsa a eliminazione su pista.

## Carriera
Figlia di madre italiana e padre italo australiano con il doppio passaporto e cugina di Peter Facinelli, cresciuta a Revò (provincia di Trento), si avvicina al ciclismo su impulso del padre e del fratello, appassionati di tale sport. Ha anche il passaporto australiano.
Insieme a Elisa Balsamo, Chiara Consonni e Martina Stefani ha realizzato due nuovi record del mondo nell'inseguimento a squadre Juniores durante i campionati europei su pista 2016 (4'31"022 nelle qualificazioni e 4'29"234 in finale). Ai campionati europei su pista 2017 ha realizzato il record del mondo dell'inseguimento individuale Juniores con 2'20"927. Ai campionati del mondo su pista 2017, insieme a Chiara Consonni, Martina Fidanza e Vittoria Guazzini, ha migliorato ulteriormente il record del mondo nell'inseguimento a squadre Juniores con 4'23"229 nelle qualificazioni e 4'21"554 in finale. Ai campionati europei su pista 2018 conquista la medaglia d'argento nell'inseguimento a squadre e la medaglia di bronzo nella prova dell'omnium.
Ai Campionati del mondo su pista 2021 a Roubaix conquista la medaglia d'oro nella corsa a eliminazione: è il primo titolo iridato Elite per lei.

## Palmarès

### Pista
- 2016 (Juniores)

Campionati italiani, Corsa a punti Juniores
Campionati europei Jr & U23, Scratch Juniores
Campionati europei Jr & U23, Inseguimento a squadre Juniores (con Elisa Balsamo, Chiara Consonni e Martina Stefani)
Campionati europei Jr & U23, Corsa a punti Juniores
Campionati del mondo, Corsa a punti Juniores
Campionati del mondo, Inseguimento a squadre Juniores (con Elisa Balsamo, Chiara Consonni e Martina Stefani)
- 2017 (Juniores/Elite)

Campionati europei Jr & U23, Inseguimento a squadre Juniores (con Chiara Consonni, Martina Fidanza e Vittoria Guazzini)
Campionati europei Jr & U23, Inseguimento individuale Juniores
Campionati europei Jr & U23, Americana Juniores (con Chiara Consonni)
Campionati europei Jr & U23, Omnium Juniores
Campionati europei Jr & U23, Corsa a eliminazione Juniores
Campionati del mondo, Inseguimento a squadre Juniores (con Chiara Consonni, Martina Fidanza e Vittoria Guazzini)
Campionati del mondo, Omnium Juniores
Campionati del mondo, Americana Juniores (con Chiara Consonni)
GP Moscow (Mosca), Corsa a punti
GP Moscow (Mosca), Omnium
Campionati europei, Inseguimento a squadre (con Elisa Balsamo, Silvia Valsecchi e Tatiana Guderzo)
- 2018

5ª prova Coppa del mondo 2017-2018, Americana (Minsk, con Maria Giulia Confalonieri)
1ª prova 4-Bahnen-Tournee, Scratch (Singen)
1ª prova 4-Bahnen-Tournee, Americana (Singen, con Elisa Balsamo)
2ª prova 4-Bahnen-Tournee, Americana (Öschelbronn, con Elisa Balsamo)
4ª prova 4-Bahnen-Tournee, Corsa a eliminazione (Dudenhofen)
Grand Prix of Moscow, Americana (Mosca, con Elisa Balsamo)
Campionati europei Jr & U23, Inseguimento a squadre Under-23 (con Martina Alzini, Elisa Balsamo e Marta Cavalli)
Campionati europei Jr & U23, Omnium Under-23
Campionati europei Jr & U23, Corsa a eliminazione Under-23
- 2019

6ª prova Coppa del mondo 2018-2019, Inseguimento a squadre (Hong Kong, con Martina Alzini, Elisa Balsamo e Marta Cavalli)
Giochi europei, Inseguimento a squadre (con Martina Alzini, Elisa Balsamo e Marta Cavalli)
Campionati europei Jr & U23, Inseguimento a squadre Under-23 (con Elisa Balsamo, Marta Cavalli e Vittoria Guazzini)
Campionati europei Jr & U23, Americana (con Elisa Balsamo)
Campionati europei Jr & U23, Corsa a eliminazione Under-23
- 2021

Campionati del mondo, Corsa a eliminazione
- 2022

3ª prova Coppa delle Nazioni, Inseguimento individuale (Cali)
3ª prova Coppa delle Nazioni, Corsa a eliminazione (Cali)
Sei giorni delle Rose, Americana (con Martina Fidanza)
- 2023

1ª prova 4-Bahnen-Tournee, Corsa a eliminazione (Singen)
2ª prova 4-Bahnen-Tournee, Omnium (Dudenhofen)
Campionati italiani, Inseguimento individuale
Track Cycling Challenge, Americana (Grenchen, con Martina Fidanza)
- 2024

Campionati europei, Inseguimento a squadre (con Elisa Balsamo, Martina Fidanza e Vittoria Guazzini)
Belgian Track Meeting, Scratch (Gand)

### Strada
- 2016 (S.C. Vecchia Fontana Juniores)

1ª tappa Albstadt-Frauen-Etappenrennen Juniores (Tailfingen > Tailfingen, cronometro)
- 2017 (S.C. Vecchia Fontana Juniores)

Campionati italiani, Prova in linea Juniores
Campionati italiani, Prova a cronometro Juniores
- 2018 (Astana Women's Team, tre vittorie)

Gran Premio della Liberazione PINK
2ª tappa Festival Elsy Jacobs (Garnich > Garnich)
Classifica generale Festival Elsy Jacobs
- 2019 (Trek-Segafredo, due vittorie)

1ª tappa Tour Down Under (Hahndorf > Birdwood)
Campionati europei, Prova in linea Under-23
- 2024 (Liv AlUla Jayco, una vittoria)

Tour de Gatineau

#### Altri successi
- 2018 (Astana Women's Team)

Classifica a punti Festival Elsy Jacobs
Classifica giovani Festival Elsy Jacobs

## Piazzamenti

### Grandi Giri
- Giro d'Italia

2023: 56ª

### Competizioni mondiali
- Campionati del mondo su pista

Aigle 2016 - Inseg. individuale Juniores: vincitrice
Aigle 2016 - Inseg. a squadre Juniores: vincitrice
Montichiari 2017 - Inseg. a squadre Jun.: vincitrice
Montichiari 2017 - Omnium Juniores: vincitrice
Montichiari 2017 - Inseg. individuale Juniores: 2ª
Montichiari 2017 - Americana Juniores: vincitrice
Apeldoorn 2018 - Inseguimento a squadre: 3ª
Apeldoorn 2018 - Americana: 3ª
Apeldoorn 2018 - Corsa a punti: 11ª
Pruszków 2019 - Inseguimento a squadre: 5ª
Pruszków 2019 - Omnium: 2ª
Pruszków 2019 - Americana: 5ª
Berlino 2020 - Inseguimento a squadre: 7ª
Berlino 2020 - Omnium: 2ª
Berlino 2020 - Americana: 3ª
Roubaix 2021 - Inseguimento a squadre: 2ª
Roubaix 2021 - Corsa a eliminazione: vincitrice
Roubaix 2021 - Americana: 4ª
St. Quentin-en-Yv. 2022 - Inseguimento individuale: 8ª
Glasgow 2023 - Inseg. a squadre: 4ª
Glasgow 2023 - Omnium: 11ª
Ballerup 2024 - Inseguimento a squadre: 3ª
Ballerup 2024 - Omnium: 13ª
Ballerup 2024 - Corsa a eliminazione: 4ª
- Campionati del mondo su strada

Doha 2016 - In linea Juniores: 5ª
Bergen 2017 - Cronometro Juniores: 9ª
Bergen 2017 - In linea Juniores: 3ª
Yorkshire 2019 - In linea Elite: 76ª
Glasgow 2023 - Staffetta mista: ritirata
- Giochi olimpici

Tokyo 2020 - Inseguimento a squadre: 6ª
Tokyo 2020 - Americana: 8ª
Parigi 2024 - Inseguimento a squadre: 4ª
Parigi 2024 - Omnium: 11ª

### Competizioni continentali
- Campionati europei su pista

Montichiari 2016 - Inseg. a squadre Jun.: vincitrice
Montichiari 2016 - Corsa a punti Juniores: vincitrice
Montichiari 2016 - Scratch Juniores: vincitrice
Sangalhos 2017 - Inseg. a squadre Jun.: vincitrice
Sangalhos 2017 - Inseg. individ. Juniores: vincitrice
Sangalhos 2017 - Americana Juniores: vincitrice
Sangalhos 2017 - Omnium Juniores: vincitrice
Sangalhos 2017 - C. a eliminazione Jun.: vincitrice
Berlino 2017 - Inseg. a squadre: vincitrice
Berlino 2017 - Corsa a punti: 7ª
Berlino 2017 - Americana: 5ª
Glasgow 2018 - Inseg. a squadre: 2ª
Glasgow 2018 - Omnium: 3ª
Glasgow 2018 - Americana: 5ª
Aigle 2018 - Inseg. a squadre Under-23: vincitrice
Aigle 2018 - Americana Under-23: 3ª
Aigle 2018 - Omnium Under-23: vincitrice
Aigle 2018 - C. a eliminazione Under-23: vincitrice
Gand 2019 - Inseg. a squadre Under-23: vincitrice
Gand 2019 - Corsa a punti Under-23: 5ª
Gand 2019 - Americana Under-23: vincitrice
Gand 2019 - C. a eliminazione Under-23: vincitrice
Apeldoorn 2019 - Inseg. a squadre: 3ª
Apeldoorn 2019 - Omnium: 5ª
Apeldoorn 2019 - Americana: 4ª
Grenchen 2021 - Inseg. a squadre: 2ª
Grenchen 2021 - Corsa a eliminazione: 2ª
Grenchen 2021 - Inseg. individuale: 5ª
Monaco di Baviera 2022 - Inseg. a squadre: 2ª
Monaco di Baviera 2022 - Corsa a eliminazione: 12ª
Grenchen 2023 - Inseg. a squadre: 2ª
Apeldoorn 2024 - Inseg. a squadre: vincitrice
Apeldoorn 2024 - Omnium: 6ª
- Campionati europei su strada

Plumelec 2016 - In linea Juniores: 4ª
Herning 2017 - Cronometro Juniores: 2ª
Herning 2017 - In linea Juniores: 3ª
Brno 2018 - In linea Under-23: 3ª
Alkmaar 2019 - Cronometro Under-23: 7ª
Alkmaar 2019 - In linea Under-23: vincitrice
- Giochi europei

Minsk 2019 - Inseguimento a squadre: vincitrice
Minsk 2019 - Corsa a punti: 6ª
Minsk 2019 - Americana: 4ª
Minsk 2019 - In linea: 8ª
Minsk 2019 - Cronometro: 12ª